# Andrés Figueroa Figueroa
Andrés Figueroa Figueroa (Chuacingo, Huitzuco de los Figueroa, Guerrero; 13 de enero de 1884-Ciudad de México, 17 de octubre de 1936) fue un militar mexicano que se desempeñó como secretario de Guerra y Marina de 1935 a 1936 durante la presidencia de Lázaro Cárdenas.

## Biografía
Nació Gumersindo Andrés Figueroa Figueroa en 13 de enero de 1884 en Chaucingo, Huitzuco de los Figueroa, Guerrero. Sus padres fueron Braulio Figueroa Castrejón (1838-1904) y María de Jesús Figueroa Marbán (1842-1912). De familia agricultora acaudalada, efectuó sus estudios en Quetzalapa y en Cuernavaca; al culminarlos, en 1897, volvió a las tareas de campo.
En 1910 llevó a cabo actividades políticas a favor de Francisco I. Madero. A fines del año siguiente, organizó un grupo armado que fue incorporado a las fuerzas del Gral. Rómulo Figueroa, las que se lanzaron a la lucha contra los zapatistas. 
Por sus méritos en combate, ascendió por riguroso escalafón de capitán 1.° hasta coronel. Más tarde, al tener conocimiento de los asesinatos del primer mandatario Francisco I. Madero y del vicepresidente, José María Pino Suárez, desconoció el régimen de la usurpación y combatió una vez más en la brigada Figueroa. Obtuvo el cargo de general brigadier el 14 de abril de 1920; el de general de brigada, el 30 de enero de 1924, y el de general de división, el 16 de mayo de 1929, este último por méritos en campaña.
Participó en las campañas contra los zapatistas, federales, villistas, delahuertistas y escobaristas.
Entre los cargos y comisiones más sobresalientes de su carrera militar se destacan:
- jefe de las armas en Ayutla (Guerrero) y de la guarnición de Jalapa (Veracruz);
- jefe de las Armas de Parral (Chihuahua);
- jefe de las 6.ª y 20.ª Jefaturas de Operaciones Militares;
- jefe del Departamento de Caballería;
- jefe de la 16.ª Jefatura de Operaciones Militares;
- jefe de las 5.ª, 18.ª, 19.ª y 22.ª Jefaturas de Operaciones Militares, y
- comandante de la 31.ª Zona Militar.

El 16 de junio de 1935 fue designado secretario de Estado y de Despacho de Guerra y Marina, cargo que desempeñó hasta su fallecimiento.
Falleció en 17 de octubre de 1936 a los 52 años de edad en la Ciudad de México en el Distrito Federal.